# Rich, Young and Pretty
Rich, Young and Pretty is een Amerikaanse muziekfilm uit 1951 onder regie van Norman Taurog. Destijds werd de film in Nederland uitgebracht onder de titel Jong, knap en rijk.

## Verhaal
Elizabeth is de dochter van de rijke Texaanse veeboer Jim Staunton Rogers. Ze reist samen met haar vader naar Parijs, waar haar moeder Marie Devarone woont. Daar maakt ze kennis met André Milan. Haar vader wil voorkomen dat ze dezelfde fout maakt als hijzelf door te trouwen met die Fransman.

## Rolverdeling
| Acteur             | Personage          |
| ------------------ | ------------------ |
| Jane Powell        | Elizabeth Rogers   |
| Danielle Darrieux  | Marie Devarone     |
| Wendell Corey      | Jim Stauton Rogers |
| Vic Damone         | André Milan        |
| Fernando Lamas     | Paul Sarnac        |
| Marcel Dalio       | Claude Duval       |
| Una Merkel         | Glynnie            |
| Richard Anderson   | Bob Lennart        |
| Jean Murat         | Henri Milan        |
| Duci De Kerekjarto | Zigeunerkoning     |
| Hans Conried       | Jean               |
| George Tatar       | Hongaarse danser   |
| Katrin Tatar       | Hongaarse danseres |
| Monique Chantal    | Meid               |
| The Four Freshmen  | Kwartet            |

## Filmmuziek
- Whonder Why
- We Never Talk Much
- How D'Ya Like Your Eggs in the Morning
- I Can See You

## Prijzen en nominaties
| Jaar | Prijs  | Categorie              | Genomineerde(n)              | Uitslag     |
| ---- | ------ | ---------------------- | ---------------------------- | ----------- |
| 1951 | Oscars | Beste originele nummer | Nicholas Brodszky Sammy Cahn | Genomineerd |